# Sarangani, Davao Occidental

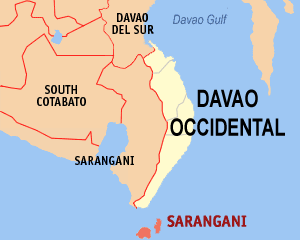
Bản đồ của Davao Occidental với vị trí của Sarangani

Sarangani là một đô thị hạng 5 ở tỉnh Davao Occidental, Philippines. Theo điều tra dân số năm 2000, đô thị này có dân số 18.391 người trong 3.546 hộ.

## Các đơn vị hành chính
Sarangani được chia thành 12 barangay.
- Batuganding
- Konel
- Lipol
- Mabila (Pob.)
- Patuco (Sarangani Norte)
- Laker (Sarangani Sur)
- Tinina
- Camahual
- Camalig
- Gomtago
- Tagen
- Tucal